# Donald Jackson (Bogenschütze)
Donald Arthur Jackson (* 25. Oktober 1932 in Lindsay, Ontario; † 26. Januar 2009 ebenda) war ein kanadischer Bogenschütze.

## Leben
Donald Jackson nahm an den Olympischen Spielen 1972 in München teil und belegte im Einzel den 6. Platz. Er war sieben Mal kanadischer Meister. Darüber hinaus gewann er bei den Weltmeisterschaften 1971 mit der Mannschaft. 2009 starb er an Krebs.